# Cantó de Calais-Sud-Est
El cantó de Calais-Sud-Est és un cantó francès del departament del Pas de Calais, situat al districte de Calais. Té part del municipi de Calais.

## Municipis
- Calais (part)

## Història
| Data d'elecció                           | Identitat         | Partit | Qualitat |
| ---------------------------------------- | ----------------- | ------ | -------- |
| 1945-1949                                | Georges Crespin   | SFIO   |          |
| 1949-1952                                | Gaston Berthe     | SFIO   |          |
| 1952-1961                                | M. Châtillon      | SFIO   |          |
| 1961-1979                                | Renée Langlet     | PCF    |          |
| 1985-1998                                | Roland Penin      | PCF    |          |
| 1998-                                    | Marcel Levaillant | PCF    |          |
| les dades anteriors no són pas conegudes |                   |        |          |
|                                          |                   |        |          |